# Schwarzwaldbahn (Baden)
| | |                                                 |                                          |
| Streckennummer (DB): | 4250 |                                                 |                                          |
| Kursbuchstrecke (DB): | 720 301a (1946) 307c (Villingen (Schwarzw) – Marbach (Baden) 1946) 304d (Hintschingen – Immendingen 1946) |                                                 |                                          |
| Streckenlänge: | 149,139 km                                                                                                |                                                 |                                          |
| Spurweite: | 1435 mm (Normalspur)                                                                                      |                                                 |                                          |
| Stromsystem: | 15 kV, 16,7 Hz ~                                                                                          |                                                 |                                          |
| Maximale Neigung: | 25 ‰ |                                                 |                                          |
| Streckengeschwindigkeit: | 140 km/h                                                                                                  |                                                 |                                          |
| Zugbeeinflussung: | PZB, ZUB 122 (Singen–Hattingen)                                                                           |                                                 |                                          |
| Zweigleisigkeit: | durchgehend                                                                                               |                                                 |                                          |
| | |                                                 |                                          |
| \| \| \| von Mannheim Hbf \| \| \| \| 0,000 \| Offenburg \| 159 m ü. NHN \| \| \| \| nach (und ehem. von) Basel Bad Bf \| \| \| \| 2,080 \| Offenburg Kreisschulzentrum (seit 2001) \| Offenburg Kreisschulzentrum (seit 2001) \| \| \| 4,100 \| Ortenberg (Baden) (bis 1981) \| 160 m \| \| \| 6,600 \| Ohlsbach (bis 1963) \| 166 m \| \| \| 9,474 \| Gengenbach \| 172 m \| \| \| 15,000 \| Schönberg (Baden) (bis 1981) \| 181 m \| \| \| 17,900 \| Biberach (Baden) \| 194 m \| \| \| \| nach Oberharmersbach \| \| \| \| \| Kinzig \| \| \| \| \| B 33 \| \| \| \| 22,725 \| Steinach (Baden) \| 209 m \| \| \| \| B 33 \| \| \| \| 26,081 \| Haslach \| 215 m \| \| \| \| B 33 \| \| \| \| 33,174 \| Hausach \| 241 m \| \| \| \| nach Schiltach \| \| \| \| 35,297 \| Gutach Freilichtmuseum (seit 2014, saisonal) \| 260 m \| \| \| \| B 33 \| \| \| \| \| Gutach \| \| \| \| 36,900 \| Gutach (bis 1972) \| 281 m \| \| \| \| Rebbergtunnel (53 m) \| \| \| \| 42,300 \| Reichenbach-Viadukt (150 m) \| Reichenbach-Viadukt (150 m) \| \| \| 42,614 \| Hornberg (Schwarzw) \| 384 m \| \| \| 45,100 \| (Niederwasser / 1. Bauer) \| (Niederwasser / 1. Bauer) \| \| \| 49,777 \| Röllerwaldtunnel (162 m) \| Röllerwaldtunnel (162 m) \| \| \| 49,452 \| Letschenbergtunnel (130 m) \| Letschenbergtunnel (130 m) \| \| \| 49,233 \| Tunnel beim 3. Bauer (89 m) \| Tunnel beim 3. Bauer (89 m) \| \| \| 48,961 \| Hohenackertunnel (41 m) \| Hohenackertunnel (41 m) \| \| \| 50,526 \| Eisenbergtunnel (792 m) \| Eisenbergtunnel (792 m) \| \| \| 46,600 \| Hornberg Schlossberg (bis 1983 Bst) \| 456 m \| \| \| 48,363 \| Tunnel beim 4. Bauer (313 m) \| Tunnel beim 4. Bauer (313 m) \| \| \| 47,174 \| Glasträgertunnel I (23 m) \| Glasträgertunnel I (23 m) \| \| \| 47,248 \| Glasträgertunnel II (44 m) \| Glasträgertunnel II (44 m) \| \| \| 51,502 \| Spärletunnel (80 m) / Gutach, B 33 \| Spärletunnel (80 m) / Gutach, B 33 \| \| \| 47,469 \| Glasträgertunnel III (19 m) \| Glasträgertunnel III (19 m) \| \| \| 47,645 \| Niederwasser-Kehrtunnel (559 m) \| Niederwasser-Kehrtunnel (559 m) \| \| \| 51,700 \| Niederwasser (bis 1983 Bf) \| 550 m \| \| \| 51,862 \| Obergießtunnel (175 m) \| Obergießtunnel (175 m) \| \| \| 52,269 \| Hippensbachtunnel (265 m) \| Hippensbachtunnel (265 m) \| \| \| 52,717 \| Kurzenbergtunnel (324 m) \| Kurzenbergtunnel (324 m) \| \| \| 53,441 \| Mühlhaldetunnel (64 m) \| Mühlhaldetunnel (64 m) \| \| \| 53,785 \| Losbach-Tunnel (185 m) \| Losbach-Tunnel (185 m) \| \| \| 59,637 \| Seelenwaldtunnel III (195 m) \| Seelenwaldtunnel III (195 m) \| \| \| 59,245 \| Seelenwaldtunnel II (69 m) \| Seelenwaldtunnel II (69 m) \| \| \| 59,046 \| Seelenwaldtunnel I (48 m) \| Seelenwaldtunnel I (48 m) \| \| \| 60,100 \| Triberg Seelenwald (bis 1983 Bst) \| 686 m \| \| \| 54,240 \| Forellentunnel (64 m) \| Forellentunnel (64 m) \| \| \| 60,908 \| Gremmelsbachtunnel (912 m) \| Gremmelsbachtunnel (912 m) \| \| \| 58,003 \| Gummambstunnel (339 m) \| Gummambstunnel (339 m) \| \| \| \| Kaisertunnel (31 m, 1925 abgetragen) \| \| \| \| 62,047 \| Gaislochtunnel (54 m) \| Gaislochtunnel (54 m) \| \| \| 55,139 \| Großhalde-Tunnel (327 m) \| Großhalde-Tunnel (327 m) \| \| \| 62,427 \| Hohnentunnel (328 m) \| Hohnentunnel (328 m) \| \| \| 56,049 \| Triberg \| 616 m \| \| \| 56,678 \| Großer Triberger Tunnel (835 m) \| Großer Triberger Tunnel (835 m) \| \| \| 0 \| Gutach, B 500 / B 33 \| Gutach, B 500 / B 33 \| \| \| 56,464 \| Kleiner Triberger Tunnel (92 m) \| Kleiner Triberger Tunnel (92 m) \| \| \| 63,245 \| Grundwaldtunnel (381 m) \| Grundwaldtunnel (381 m) \| \| \| 63,700 \| Nußbach (bis 1983 Bf) \| 750 m \| \| \| 63,845 \| Krähenlochtunnel (224 m) \| Krähenlochtunnel (224 m) \| \| \| 64,211 \| Sommerbergtunnel (52 m) \| Sommerbergtunnel (52 m) \| \| \| 64,660 \| Farrenhaldetunnel (313 m) \| Farrenhaldetunnel (313 m) \| \| \| 65,220 \| Steinbistunnel (63 m) \| Steinbistunnel (63 m) \| \| \| 65,632 \| Tannenwaldtunnel (167 m) \| Tannenwaldtunnel (167 m) \| \| \| 65,955 \| Tannenbühltunnel (25 m) \| Tannenbühltunnel (25 m) \| \| \| 66,212 \| Schieferhaldetunnel (93 m) \| Schieferhaldetunnel (93 m) \| \| \| 66,556 \| Sommerau-Tunnel (1697 m) \| Sommerau-Tunnel (1697 m) \| \| \| 68,504 \| Sommerau (bis 1981) Scheitelpunkt \| 832 m \| \| \| 71,313 \| St. Georgen (Schwarzw) \| 806 m \| \| \| 75,200 \| Peterzell-Königsfeld (bis 1983) \| 777 m \| \| \| 81,800 \| Kirnach-Villingen (bis 1981) \| 729 m \| \| \| 85,857 \| Villingen (Schwarzw) \| 704 m \| \| \| \| nach Rottweil \| \| \| \| 88,700 \| Marbach (Baden) (bis 1982 / seit 2003) \| 696 m \| \| \| \| nach Bad Dürrheim (bis 1966) \| \| \| \| 88,889 \| Marbach West (Villingen-Schwenningen) \| Marbach West (Villingen-Schwenningen) \| \| \| 90,810 \| Brigachtal-Kirchdorf \| Brigachtal-Kirchdorf \| \| \| 91,400 \| Klengen (bis 1976 / seit 2003) \| 689 m \| \| \| 91,597 \| Brigachtal-Klengen \| Brigachtal-Klengen \| \| \| 94,417 \| Donaueschingen-Grüningen (bis 1976 / seit 2003) \| 686 m \| \| \| 96,774 \| Donaueschingen-Aufen (bis 1978 / seit 2003) \| 682 m \| \| \| 98,832 \| Donaueschingen-Mitte/Siedlung \| Donaueschingen-Mitte/Siedlung \| \| \| 99,768 \| Donaueschingen \| 677 m \| \| \| \| \| \| \| \| \| nach Freiburg im Breisgau \| \| \| \| \| \| \| \| \| \| Breg \| \| \| \| \| B 27 \| \| \| \| \| B 31 \| \| \| \| 103,500 \| Pfohren \| 675 m \| \| \| 106,300 \| Neudingen \| 673 m \| \| \| 110,200 \| Gutmadingen \| 669 m \| \| \| \| Donau \| \| \| \| 112,993 \| Geisingen \| 667 m \| \| \| \| A 81 \| \| \| \| 115,300 \| von Lauchringen \| von Lauchringen \| \| \| 115,545 \| Hintschingen (Abzw) \| 662 m \| \| \| 117,727 \| Immendingen-Zimmern \| 660 m \| \| \| 119,007 \| Immendingen \| 658 m \| \| \| \| nach Plochingen \| \| \| \| \| Donau \| \| \| \| 122,087 \| Möhringer Tunnel (180 m) \| Möhringer Tunnel (180 m) \| \| \| \| von Tuttlingen \| \| \| \| 123,856 \| Hattingen (Baden) (bis 1980) \| 690 m \| \| \| 124,166 \| Hattinger Tunnel (900 m) \| Hattinger Tunnel (900 m) \| \| \| 129,800 \| Talmühle (Baden) (bis 1975) \| 592 m \| \| \| \| A 81 \| \| \| \| 134,622 \| Engen \| 518 m \| \| \| 137,299 \| Welschingen-Neuhausen \| 490 m \| \| \| 140,749 \| Mühlhausen (b Engen) \| 455 m \| \| \| 143,400 \| Hohenkrähen \| 443 m \| \| \| \| A 81 \| \| \| \| \| B 34 \| \| \| \| 147,627 \| Singen (Hohentwiel) Landesgartenschau \| 432 m \| \| \| \| Beuren-Büßlingen–Singen (Hohentwiel) \| \| \| \| \| nach Basel Bad Bf (gepl. Singener Kurve) \| \| \| \| \| von Basel Bad Bf \| \| \| \| \| von Beuren-Büßlingen (bis 1966) \| \| \| \| 149,139 \| Singen (Hohentwiel) \| 428 m \| \| \| \| nach Etzwilen (Museumsbahn) \| \| \| \| \| nach Konstanz \| \| \| \| \| \| \| \| Quellen: [1][2][3] \| \| \| \| | |                                                 |                                          |
| Strecke | | von Mannheim Hbf                                | von Mannheim Hbf                         |
| Bahnhof | 0,000 | Offenburg                                       | 159 m ü. NHN                             |
| Abzweig geradeaus, nach rechts und ehemals von rechts | | nach (und ehem. von) Basel Bad Bf               | nach (und ehem. von) Basel Bad Bf        |
| Haltepunkt / Haltestelle | 2,080 | Offenburg Kreisschulzentrum (seit 2001)         | Offenburg Kreisschulzentrum (seit 2001)  |
| ehemaliger Haltepunkt / Haltestelle | 4,100 | Ortenberg (Baden) (bis 1981)                    | 160 m                                    |
| ehemaliger Haltepunkt / Haltestelle | 6,600 | Ohlsbach (bis 1963)                             | 166 m                                    |
| Bahnhof | 9,474 | Gengenbach                                      | 172 m                                    |
| ehemaliger Haltepunkt / Haltestelle | 15,000 | Schönberg (Baden) (bis 1981)                    | 181 m                                    |
| Bahnhof | 17,900 | Biberach (Baden)                                | 194 m                                    |
| Abzweig geradeaus und nach links | | nach Oberharmersbach                            | nach Oberharmersbach                     |
| Brücke über Wasserlauf | | Kinzig                                          | Kinzig                                   |
| Brücke | | B 33                                            | B 33                                     |
| Haltepunkt / Haltestelle | 22,725 | Steinach (Baden)                                | 209 m                                    |
| Brücke | | B 33                                            | B 33                                     |
| Bahnhof | 26,081 | Haslach                                         | 215 m                                    |
| Brücke | | B 33                                            | B 33                                     |
| Bahnhof | 33,174 | Hausach                                         | 241 m                                    |
| Abzweig geradeaus und nach links | | nach Schiltach                                  | nach Schiltach                           |
| Haltepunkt / Haltestelle | 35,297 | Gutach Freilichtmuseum (seit 2014, saisonal)    | 260 m                                    |
| Bahnübergang | | B 33                                            | B 33                                     |
| Brücke über Wasserlauf | | Gutach                                          | Gutach                                   |
| ehemaliger Haltepunkt / Haltestelle | 36,900 | Gutach (bis 1972)                               | 281 m                                    |
| Tunnel | | Rebbergtunnel (53 m)                            | Rebbergtunnel (53 m)                     |
| Brücke | 42,300 | Reichenbach-Viadukt (150 m)                     | Reichenbach-Viadukt (150 m)              |
| Bahnhof | 42,614 | Hornberg (Schwarzw)                             | 384 m                                    |
| | 45,100 | (Niederwasser / 1. Bauer)                       | (Niederwasser / 1. Bauer)                |
| Strecke von links und Tunnelende · Strecke von rechts und Tunnelende · Strecke | 49,777 | Röllerwaldtunnel (162 m)                        | Röllerwaldtunnel (162 m)                 |
| Strecke · Tunnel · Strecke | 49,452 | Letschenbergtunnel (130 m)                      | Letschenbergtunnel (130 m)               |
| Strecke · Tunnel · Strecke | 49,233 | Tunnel beim 3. Bauer (89 m)                     | Tunnel beim 3. Bauer (89 m)              |
| Strecke · Tunnel · Strecke | 48,961 | Hohenackertunnel (41 m)                         | Hohenackertunnel (41 m)                  |
| Tunnelanfang · Strecke · Strecke | 50,526 | Eisenbergtunnel (792 m)                         | Eisenbergtunnel (792 m)                  |
| Tunnelende · Strecke · Überleitstelle / Spurwechsel | 46,600 | Hornberg Schlossberg (bis 1983 Bst)             | 456 m                                    |
| Strecke · Tunnel · Strecke | 48,363 | Tunnel beim 4. Bauer (313 m)                    | Tunnel beim 4. Bauer (313 m)             |
| Strecke · Strecke · Tunnel | 47,174 | Glasträgertunnel I (23 m)                       | Glasträgertunnel I (23 m)                |
| Strecke · Strecke · Tunnel | 47,248 | Glasträgertunnel II (44 m)                      | Glasträgertunnel II (44 m)               |
| Tunnel · Strecke · Brücke über Wasserlauf | 51,502 | Spärletunnel (80 m) / Gutach, B 33              | Spärletunnel (80 m) / Gutach, B 33       |
| Strecke · Tunnelanfang · Tunnel | 47,469 | Glasträgertunnel III (19 m)                     | Glasträgertunnel III (19 m)              |
| Strecke · Strecke nach links (im Tunnel) · Strecke nach rechts | 47,645 | Niederwasser-Kehrtunnel (559 m)                 | Niederwasser-Kehrtunnel (559 m)          |
| Überleitstelle / Spurwechsel | 51,700 | Niederwasser (bis 1983 Bf)                      | 550 m                                    |
| | 51,862 | Obergießtunnel (175 m)                          | Obergießtunnel (175 m)                   |
| Tunnel | 52,269 | Hippensbachtunnel (265 m)                       | Hippensbachtunnel (265 m)                |
| Tunnel | 52,717 | Kurzenbergtunnel (324 m)                        | Kurzenbergtunnel (324 m)                 |
| Tunnel | 53,441 | Mühlhaldetunnel (64 m)                          | Mühlhaldetunnel (64 m)                   |
| | 53,785 | Losbach-Tunnel (185 m)                          | Losbach-Tunnel (185 m)                   |
| Strecke · Strecke von links und Tunnelende · Strecke von rechts und Tunnelende | 59,637 | Seelenwaldtunnel III (195 m)                    | Seelenwaldtunnel III (195 m)             |
| Strecke · Tunnel · Strecke | 59,245 | Seelenwaldtunnel II (69 m)                      | Seelenwaldtunnel II (69 m)               |
| Strecke · Tunnel · Strecke | 59,046 | Seelenwaldtunnel I (48 m)                       | Seelenwaldtunnel I (48 m)                |
| Strecke · Strecke · Überleitstelle / Spurwechsel | 60,100 | Triberg Seelenwald (bis 1983 Bst)               | 686 m                                    |
| Tunnel · Strecke · Strecke | 54,240 | Forellentunnel (64 m)                           | Forellentunnel (64 m)                    |
| Strecke · Strecke · Tunnelanfang | 60,908 | Gremmelsbachtunnel (912 m)                      | Gremmelsbachtunnel (912 m)               |
| Strecke · Tunnel · Tunnelende | 58,003 | Gummambstunnel (339 m)                          | Gummambstunnel (339 m)                   |
| ehemaliger Tunnel · Strecke · Strecke | | Kaisertunnel (31 m, 1925 abgetragen)            | Kaisertunnel (31 m, 1925 abgetragen)     |
| Strecke · Strecke · Tunnel | 62,047 | Gaislochtunnel (54 m)                           | Gaislochtunnel (54 m)                    |
| Tunnel · Strecke · Strecke | 55,139 | Großhalde-Tunnel (327 m)                        | Großhalde-Tunnel (327 m)                 |
| Strecke · Strecke · Tunnel | 62,427 | Hohnentunnel (328 m)                            | Hohnentunnel (328 m)                     |
| Bahnhof · Tunnelanfang · Strecke | 56,049 | Triberg                                         | 616 m                                    |
| Strecke · Tunnelende · Strecke | 56,678 | Großer Triberger Tunnel (835 m)                 | Großer Triberger Tunnel (835 m)          |
| Brücke über Wasserlauf · Brücke · Strecke | 0 | Gutach, B 500 / B 33                            | Gutach, B 500 / B 33                     |
| Strecke nach links und Tunnelanfang · Strecke nach rechts und Tunnelanfang · Strecke | 56,464 | Kleiner Triberger Tunnel (92 m)                 | Kleiner Triberger Tunnel (92 m)          |
| | 63,245 | Grundwaldtunnel (381 m)                         | Grundwaldtunnel (381 m)                  |
| Überleitstelle / Spurwechsel (Strecke außer Betrieb) | 63,700 | Nußbach (bis 1983 Bf)                           | 750 m                                    |
| Tunnel | 63,845 | Krähenlochtunnel (224 m)                        | Krähenlochtunnel (224 m)                 |
| Tunnel | 64,211 | Sommerbergtunnel (52 m)                         | Sommerbergtunnel (52 m)                  |
| Tunnel | 64,660 | Farrenhaldetunnel (313 m)                       | Farrenhaldetunnel (313 m)                |
| Tunnel | 65,220 | Steinbistunnel (63 m)                           | Steinbistunnel (63 m)                    |
| Tunnel | 65,632 | Tannenwaldtunnel (167 m)                        | Tannenwaldtunnel (167 m)                 |
| Tunnel | 65,955 | Tannenbühltunnel (25 m)                         | Tannenbühltunnel (25 m)                  |
| Tunnel | 66,212 | Schieferhaldetunnel (93 m)                      | Schieferhaldetunnel (93 m)               |
| Tunnel | 66,556 | Sommerau-Tunnel (1697 m)                        | Sommerau-Tunnel (1697 m)                 |
| ehemaliger Bahnhof | 68,504 | Sommerau (bis 1981) Scheitelpunkt               | 832 m                                    |
| Bahnhof | 71,313 | St. Georgen (Schwarzw)                          | 806 m                                    |
| ehemaliger Bahnhof | 75,200 | Peterzell-Königsfeld (bis 1983)                 | 777 m                                    |
| ehemaliger Bahnhof | 81,800 | Kirnach-Villingen (bis 1981)                    | 729 m                                    |
| Bahnhof | 85,857 | Villingen (Schwarzw)                            | 704 m                                    |
| Abzweig geradeaus und nach links | | nach Rottweil                                   | nach Rottweil                            |
| Haltepunkt / Haltestelle, ehemals Bahnhof | 88,700 | Marbach (Baden) (bis 1982 / seit 2003)          | 696 m                                    |
| Abzweig geradeaus und ehemals nach links | | nach Bad Dürrheim (bis 1966)                    | nach Bad Dürrheim (bis 1966)             |
| Haltepunkt / Haltestelle | 88,889 | Marbach West (Villingen-Schwenningen)           | Marbach West (Villingen-Schwenningen)    |
| Haltepunkt / Haltestelle | 90,810 | Brigachtal-Kirchdorf                            | Brigachtal-Kirchdorf                     |
| Haltepunkt / Haltestelle, ehemals Bahnhof | 91,400 | Klengen (bis 1976 / seit 2003)                  | 689 m                                    |
| Haltepunkt / Haltestelle | 91,597 | Brigachtal-Klengen                              | Brigachtal-Klengen                       |
| Haltepunkt / Haltestelle, ehemals Bahnhof | 94,417 | Donaueschingen-Grüningen (bis 1976 / seit 2003) | 686 m                                    |
| Haltepunkt / Haltestelle | 96,774 | Donaueschingen-Aufen (bis 1978 / seit 2003)     | 682 m                                    |
| Haltepunkt / Haltestelle | 98,832 | Donaueschingen-Mitte/Siedlung                   | Donaueschingen-Mitte/Siedlung            |
| Bahnhof | 99,768 | Donaueschingen                                  | 677 m                                    |
| | |                                                 |                                          |
| Abzweig geradeaus, nach rechts und ehemals von rechts | | nach Freiburg im Breisgau                       | nach Freiburg im Breisgau                |
| | |                                                 |                                          |
| Brücke über Wasserlauf | | Breg                                            | Breg                                     |
| Strecke | | B 27                                            | B 27                                     |
| Strecke | | B 31                                            | B 31                                     |
| ehemaliger Bahnhof | 103,500                                                                                                   | Pfohren                                         | 675 m                                    |
| ehemaliger Bahnhof | 106,300                                                                                                   | Neudingen                                       | 673 m                                    |
| ehemaliger Bahnhof | 110,200                                                                                                   | Gutmadingen                                     | 669 m                                    |
| Brücke über Wasserlauf | | Donau                                           | Donau                                    |
| Bahnhof | 112,993                                                                                                   | Geisingen                                       | 667 m                                    |
| Strecke | | A 81                                            | A 81                                     |
| Abzweig geradeaus und von rechts | 115,300                                                                                                   | von Lauchringen                                 | von Lauchringen                          |
| Blockstelle Streckenende | 115,545                                                                                                   | Hintschingen (Abzw)                             | 662 m                                    |
| Haltepunkt / Haltestelle | 117,727                                                                                                   | Immendingen-Zimmern                             | 660 m                                    |
| Bahnhof | 119,007                                                                                                   | Immendingen                                     | 658 m                                    |
| Abzweig geradeaus und nach links | | nach Plochingen                                 | nach Plochingen                          |
| Brücke über Wasserlauf | | Donau                                           | Donau                                    |
| Tunnel | 122,087                                                                                                   | Möhringer Tunnel (180 m)                        | Möhringer Tunnel (180 m)                 |
| Abzweig geradeaus und von links | | von Tuttlingen                                  | von Tuttlingen                           |
| Dienststelle, ehemals Bahnhof | 123,856                                                                                                   | Hattingen (Baden) (bis 1980)                    | 690 m                                    |
| Tunnel | 124,166                                                                                                   | Hattinger Tunnel (900 m)                        | Hattinger Tunnel (900 m)                 |
| ehemaliger Haltepunkt / Haltestelle | 129,800                                                                                                   | Talmühle (Baden) (bis 1975)                     | 592 m                                    |
| Strecke | | A 81                                            | A 81                                     |
| Bahnhof | 134,622                                                                                                   | Engen                                           | 518 m                                    |
| Bahnhof | 137,299                                                                                                   | Welschingen-Neuhausen                           | 490 m                                    |
| Bahnhof | 140,749                                                                                                   | Mühlhausen (b Engen)                            | 455 m                                    |
| ehemaliger Haltepunkt / Haltestelle | 143,400                                                                                                   | Hohenkrähen                                     | 443 m                                    |
| Strecke | | A 81                                            | A 81                                     |
| Bahnübergang | | B 34                                            | B 34                                     |
| Haltepunkt / Haltestelle | 147,627                                                                                                   | Singen (Hohentwiel) Landesgartenschau           | 432 m                                    |
| Kreuzung geradeaus unten (Querstrecke außer Betrieb) | | Beuren-Büßlingen–Singen (Hohentwiel)            | Beuren-Büßlingen–Singen (Hohentwiel)     |
| Abzweig geradeaus und ehemals nach rechts | | nach Basel Bad Bf (gepl. Singener Kurve)        | nach Basel Bad Bf (gepl. Singener Kurve) |
| Abzweig geradeaus und von rechts | | von Basel Bad Bf                                | von Basel Bad Bf                         |
| Abzweig geradeaus und ehemals von links | | von Beuren-Büßlingen (bis 1966)                 | von Beuren-Büßlingen (bis 1966)          |
| Bahnhof | 149,139                                                                                                   | Singen (Hohentwiel)                             | 428 m                                    |
| Abzweig geradeaus und nach rechts | | nach Etzwilen (Museumsbahn)                     | nach Etzwilen (Museumsbahn)              |
| Strecke | | nach Konstanz                                   | nach Konstanz                            |
| | |                                                 |                                          |
| Quellen: | |                                                 |                                          |

Die Schwarzwaldbahn ist eine zweigleisige, elektrifizierte Hauptbahn in Baden-Württemberg. Sie verläuft von Offenburg durch den Schwarzwald nach Singen (Hohentwiel). Darüber hinaus bezeichnet die Deutsche Bahn ihre gesamte Kursbuchstrecke 720 bis Konstanz als Schwarzwaldbahn. In Abgrenzung zur „Württembergischen Schwarzwaldbahn“ zwischen Stuttgart und Calw wird sie auch Badische Schwarzwaldbahn genannt. Sie ist 149,139 Kilometer lang, überwindet 650 Höhenmeter und führt durch 39 Tunnel. Baulich und landschaftlich beachtenswert ist insbesondere der 40 Kilometer lange Aufstieg von Hausach nach Sankt Georgen. Die Steigung des gesamten Abschnittes bleibt unter 20 Promille und enthält daher keine Steilstrecke.
Erbaut wurde die Schwarzwaldbahn zwischen 1863 und 1873 nach den Plänen von Robert Gerwig. Bis heute führt sie als wichtigste Bahnstrecke durch den Schwarzwald und ist zusammen mit der Frankenwaldbahn, der Filstalbahn an der Geislinger Steige und der Schiefen Ebene in Oberfranken eine der wichtigsten zweigleisigen Gebirgsbahnen in Deutschland.

## Geographische und wirtschaftliche Bedeutung
Die Streckenführung quer durch den Schwarzwald verkürzte die Entfernung Offenburg–Singen (Hohentwiel), die zuvor bereits über die Badische Hauptbahn via Basel verbunden waren, von 240 auf 150 Kilometer.
Bedeutend war die Strecke auch für die Gemeinden im Südschwarzwald, die erst durch die Bahn zeitgemäß erschlossen wurden. Für viele Orte, die bis dahin nur mit Pferdefuhrwerken erreichbar waren, war dies der Schlüssel zur Industrialisierung. Vom Ende des 19. Jahrhunderts bis zum Ersten Weltkrieg erlebte die Uhrenindustrie im Schwarzwald einen wirtschaftlichen Höhepunkt, der bis heute diesen Wirtschaftsraum prägt. Nutznießer waren nicht nur die direkten Anliegergemeinden St. Georgen, Triberg, Hornberg, Villingen-Schwenningen und Donaueschingen, sondern auch Furtwangen oder Schramberg, die in der Nähe lagen. Für die Entwicklung des Tourismus war die Bahn ebenfalls hoch bedeutsam.
Im Schienenpersonennahverkehr fährt auf der Strecke heute die Regional-Express-Linie RE 2 von Karlsruhe bzw. Offenburg nach Konstanz und zurück, die ebenfalls als Schwarzwaldbahn bezeichnet wird, im westlichen bzw. mittleren Abschnitt die Regionalbahn-Linien RB 20 und RB 20a bzw. RB 42 und RB 43 der SWEG. Im Fernverkehr verkehrt am Wochenende saisonal ein Intercity-Express-Zugpaar der Linie 26 zwischen Konstanz und Hamburg-Altona sowie ein Intercity-Zugpaar der Linie 35 mit dem Namen „Bodensee“ zwischen Konstanz, Köln, Münster und Emden. Während Sperrungen der Gäubahn fährt ein tägliches Intercity-Zugpaar der Linie 87 über die Schwarzwaldbahn von Radolfzell nach Stuttgart.
Im Personennahverkehr fahren folgende Linien:
| Linie | Betreiber | Laufweg gesamt                                   | Bereich auf der Schwarzwaldbahn | Zugdichte                            |
| ----- | --------- | ------------------------------------------------ | ------------------------------- | ------------------------------------ |
| RE 2  | DB Regio  | Karlsruhe Hbf – Offenburg – Villingen – Konstanz | Gesamte Strecke                 | Stundentakt                          |
| RE 55 | DB Regio  | Villingen – Ulm Hbf                              | Villingen – Immendingen         | Stundentakt mit einzelnen Taktlücken |
| RS 1  | SWEG      | Offenburg – Hausach – Freudenstadt Hbf           | Offenburg – Hausach             | Stundentakt                          |
| RS 11 | SWEG      | Hausach – Hornberg                               | Hausach – Hornberg              | Stundentakt                          |
| RB 42 | SWEG      | Rottweil – Villingen – Bräunlingen               | Villingen – Donaueschingen      | Stundentakt                          |
| S6    | SBB       | Engen – Singen – Konstanz                        | Engen – Singen                  | Halbstundentakt                      |
| S10   | DB Regio  | Villingen – Freiburg Hbf                         | Villingen – Donaueschingen      | Stundentakt                          |

Im Güterverkehr gibt es mehrere Züge, darunter ein mehrmals wöchentlich verkehrender Kesselwagenzug zwischen Offenburg und Villingen.

## Geschichte

### Planung
Erste Planungen für den Bau einer Bahnstrecke, die den Schwarzwald zentral queren sollte, gab es bereits in den 1840er Jahren. Allerdings wurden diese zunächst wieder verworfen, da die damals nur zur Verfügung stehenden, noch relativ leistungsschwachen Lokomotiven eine flache, technisch hoch aufwändig zu bauende und unbezahlbar teure Streckenführung erfordert hätten.
Ursprünglich sollte eine solche Strecke als Zubringer zur Gotthardbahn über den ersten deutsch-schweizerischen Grenzübergang bei Waldshut und Koblenz dienen. Die geologischen Probleme in der Wutachschlucht verhinderten jedoch den Bau ab Donaueschingen Richtung Süden, stattdessen wurde der Schweizer Kanton Schaffhausen in einem weiten Bogen umfahren und Singen (Hohentwiel) zum Endpunkt bestimmt.
Nachdem Offenburg als Ausgangs- und Singen (Hohentwiel) als Endpunkt festlagen, wurden drei Varianten untersucht:
1. die Bregtallinie über Furtwangen und entlang des Donauquellflusses Breg,
2. die Sommeraulinie über Hornberg und Triberg,
3. die Schiltachlinie über Wolfach, Schiltach und Schramberg.

Da die Bregtallinie vom baulichen Aufwand her zu teuer war, wurde diese als erste verworfen. Die Schiltachlinie wäre zwar bautechnisch gesehen die einfachste der drei Varianten gewesen, jedoch war die zu Württemberg gehörende Stadt Schramberg, über die diese Linie geführt hätte, ein Dorn im Auge, da die Schwarzwaldbahn ausschließlich über „inländisches“ Gebiet des Großherzogtums Baden verlaufen sollte. Außerdem hätte diese Trasse der Schramberger Uhrenindustrie gegenüber der badischen Konkurrenz in Furtwangen einen beträchtlichen Vorteil beschert, woran Baden kein Interesse hatte. Aus diesen politischen Gründen erhielt die Sommeraulinie den Zuschlag. Planung und Bau lagen in den Händen des Eisenbahningenieurs Robert Gerwig. 

### Bau

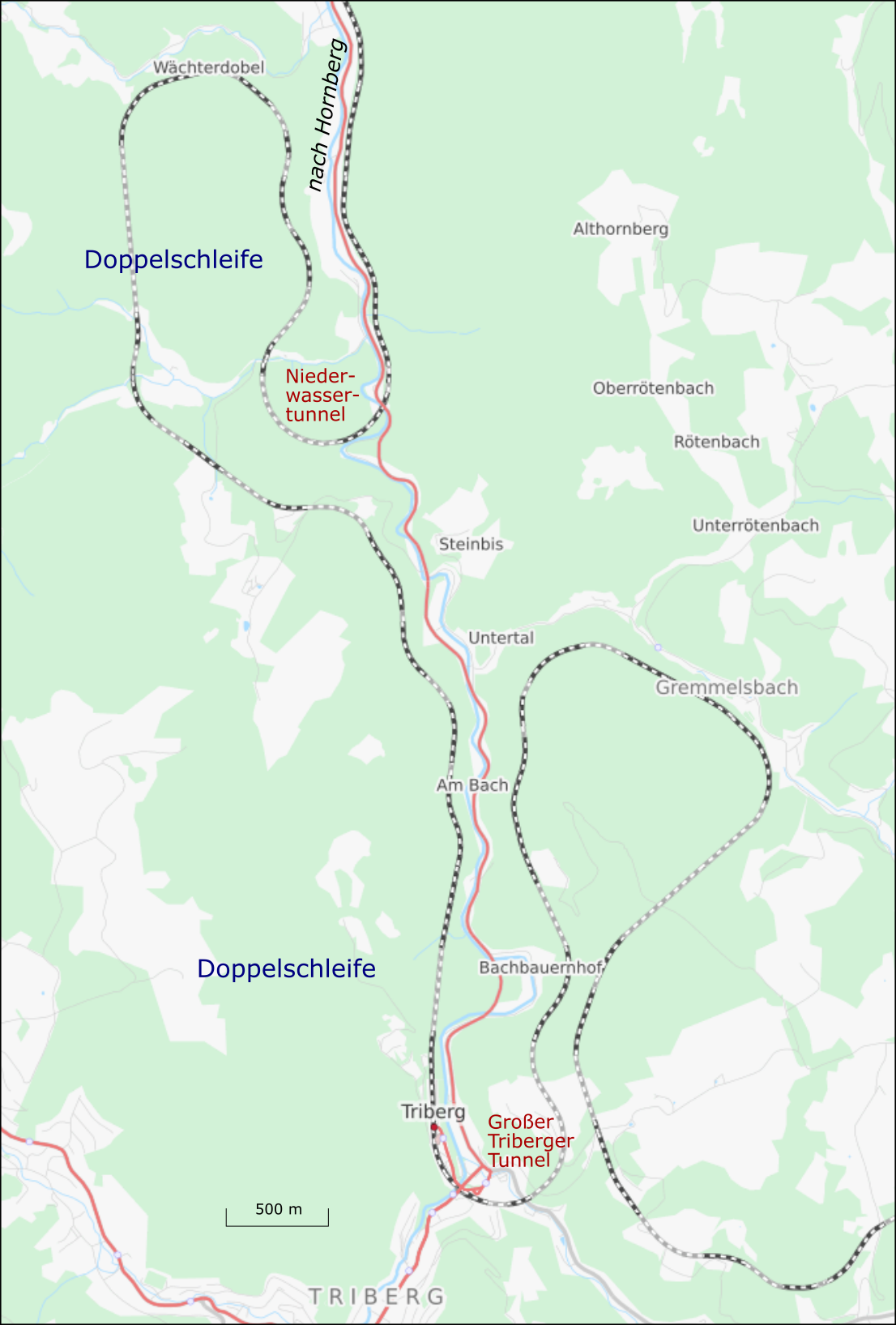
Karte des technisch anspruchsvollsten Abschnittes bei Triberg

Da der mittlere Streckenabschnitt eine lange Planungsphase benötigte und aufgrund der zahlreichen Tunnel den höchsten baulichen Aufwand erforderte, entschlossen sich die Großherzoglich Badischen Staatseisenbahnen, mit den beiden „Enden“ von Offenburg bis Hausach und von Engen bis Singen zu beginnen. Die Bauarbeiten begannen im April 1865. Zwischen Offenburg und Hausach war der Bau unproblematisch, da hier das Kinzigtal genutzt werden konnte. Lediglich oberhalb von Gengenbach musste für die Kinzig ein neues Bett gegraben werden.
Zwischen Engen und Donaueschingen gestalteten sich die Bauarbeiten deutlich aufwändiger, da die Wasserscheide zwischen Rhein und Donau den Bau des Hattinger Tunnels durch den Jurakalk erforderte. Zwischen den Gemeinden Pfohren und Neudingen musste außerdem auf einer Länge von ungefähr 240 Metern die Donau verlegt werden.
Um das Donautal in Richtung Hegau nach Süden zu verlassen, wurden zwei Varianten untersucht: Eine Trasse sollte sich bei Geisingen von der Donau trennen, eine andere erst bei Immendingen. Gerwig gab schließlich der Immendinger Variante den Vorzug, da der Bahnbau sich hier einfacher gestaltete.
Der Deutsch-Französische Krieg 1870/71 verzögerte die Bauarbeiten, da die deutschen Arbeiter zum Militär eingezogen und die italienischen Bauarbeiter entlassen wurden. Aber schon 1871 wurden die Bauarbeiten wieder aufgenommen.
Die Gesamtstrecke war von vornherein zweigleisig trassiert, zunächst aber nur eingleisig ausgebaut. Es sollte bis November 1921 dauern, bis die Strecke auf ihrer gesamten Länge zweigleisig befahrbar war. Dabei wurde der Streckenabschnitt Hausach–Villingen als erster bis 1888 zweigleisig ausgebaut, weil die geringe Fahrgeschwindigkeit auf der Rampe zwischen Hausach und St. Georgen und die damit verbundene geringe Trassenkapazität das am ehesten erforderte.
Es gab Pläne, die Elztalbahn von Freiburg über Elzach mit Hausach zu verbinden. Das Vorhaben wurde jedoch nie umgesetzt.

### 1866 bis 1920: Betrieb unter den Großherzoglich Badischen Staatseisenbahnen

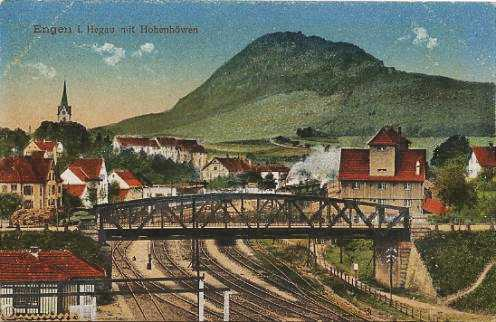
Bahnhof Engen um 1900

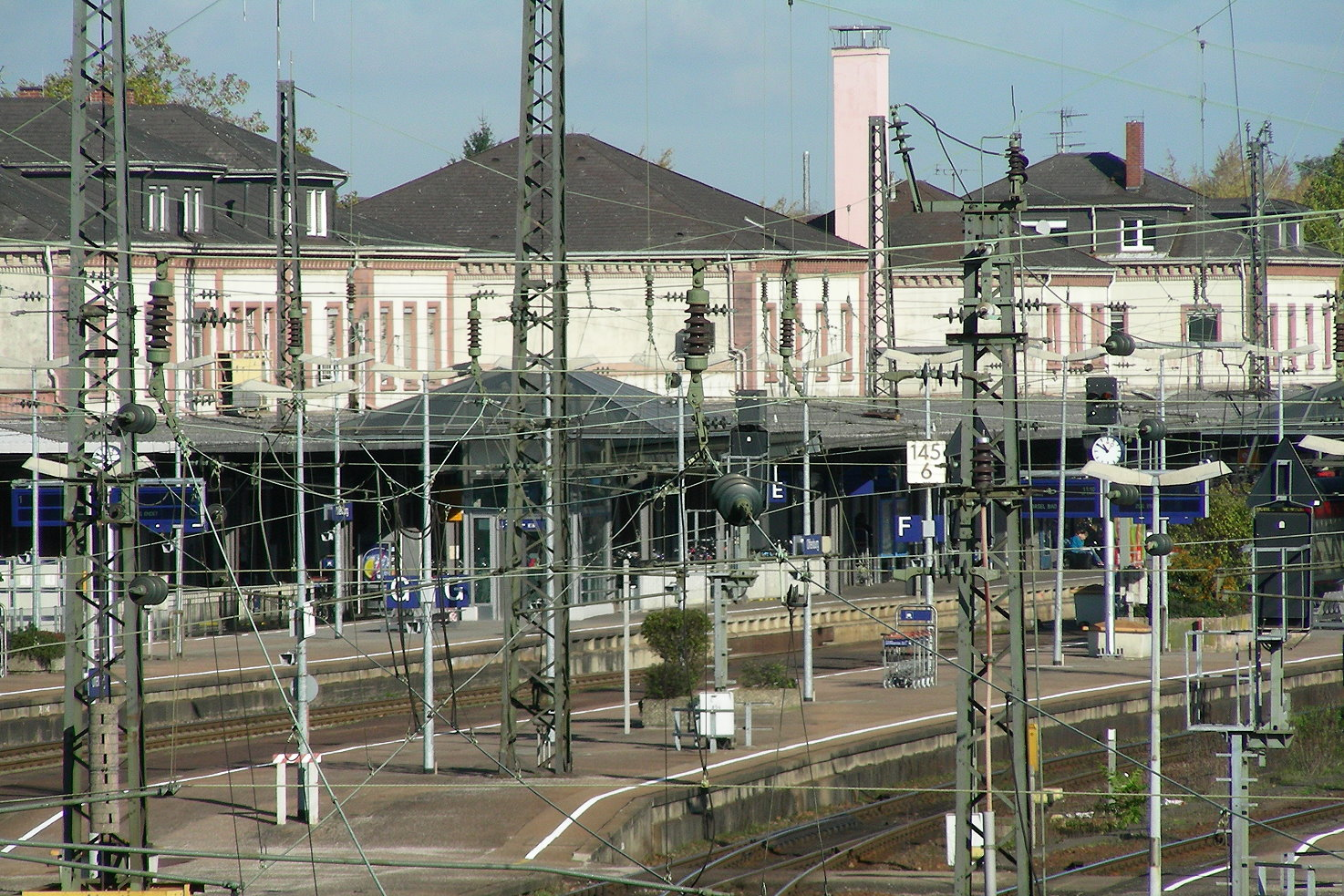
Bahnhof Offenburg – Beginn der Schwarzwaldbahn

Am 2. Juli 1866 wurde der Abschnitt Offenburg–Hausach zuerst als ein Teil der Kinzigtalbahn eröffnet. Am 6. September desselben Jahres folgte der Abschnitt Engen–Singen. In Singen und Offenburg bestand jeweils Anschluss an die Badische Hauptbahn. Von Engen wurde die Strecke am 15. Juni 1868 bis Donaueschingen, am 16. August 1869 bis Villingen weitergebaut. Ab dem 10. November 1873 war die Schwarzwaldbahn dann in ihrer gesamten Länge befahrbar mit dem Lückenschluss zwischen Hausach und Villingen.
Im Personenverkehr verkehrten zunächst täglich fünf Zugpaare zwischen Offenburg und Konstanz, im Abschnitt Villingen–Konstanz kamen noch drei weitere Zugpaare hinzu. Darüber hinaus gab es einen Schnellzug, der die Teilstrecke Konstanz–Immendingen befuhr, anschließend aber die Fahrtrichtung wechselte und über die Bahnstrecke Plochingen–Immendingen weiter Richtung Stuttgart fuhr, und einen Zug von Offenburg nach Singen. Letzterer benötigte etwa vier Stunden.
Bis etwa 1900 wurde der Fahrplan auf der Schwarzwaldbahn kontinuierlich verdichtet. Auch der Güterverkehr nahm während dieses Zeitraumes deutlich zu. Ab Sommer 1906 fuhren mehrere Schnellzüge über die Strecke. Unter ihnen befanden sich auch internationale Züge der Relationen Amsterdam–Konstanz, Ostende–Konstanz und Frankfurt am Main–Chur. Allerdings wurden diese Fernzüge bald wieder eingestellt.

Nach dem Ausbruch des Ersten Weltkriegs wurde der Fahrplan zunehmend ausgedünnt. So verkehrte im Sommer des Jahres 1918 nur noch ein einziger Personenzug. Am 24. Mai 1918 kam es zur Explosion eines Munitionszuges bei Gutach (Schwarzwaldbahn). 

### 1920 bis 1945: Betrieb unter der Deutschen Reichsbahn

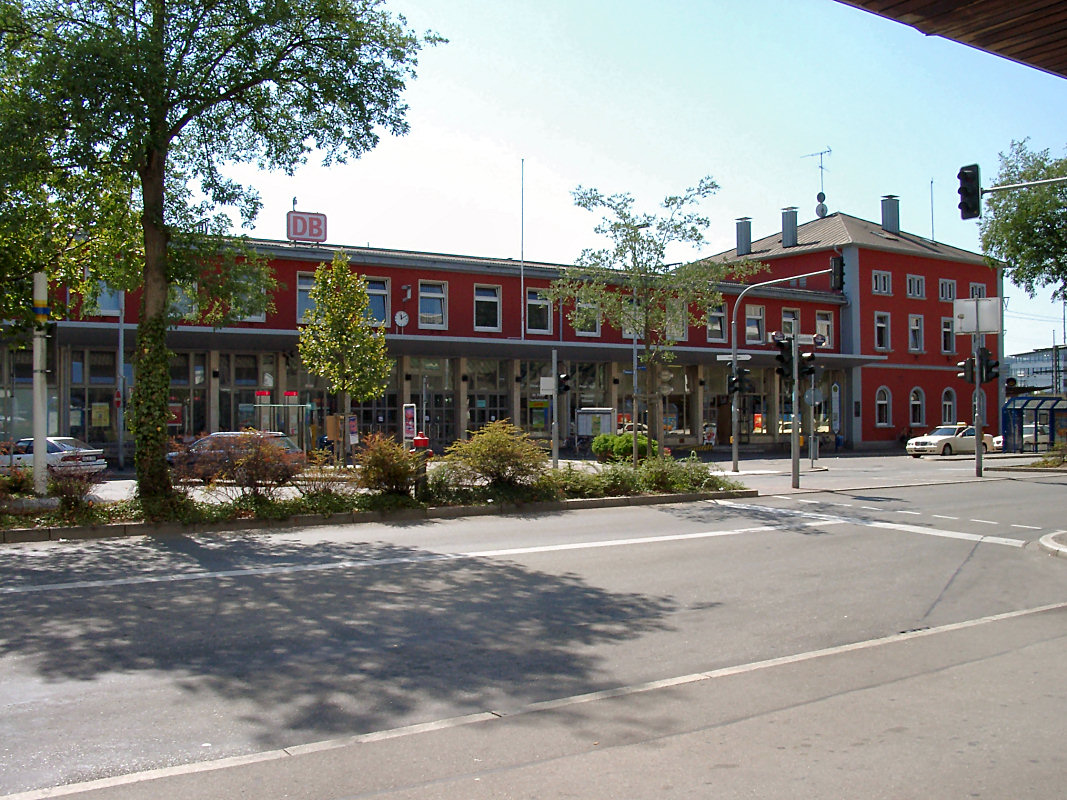
Bahnhof Singen – Endpunkt der Schwarzwaldbahn

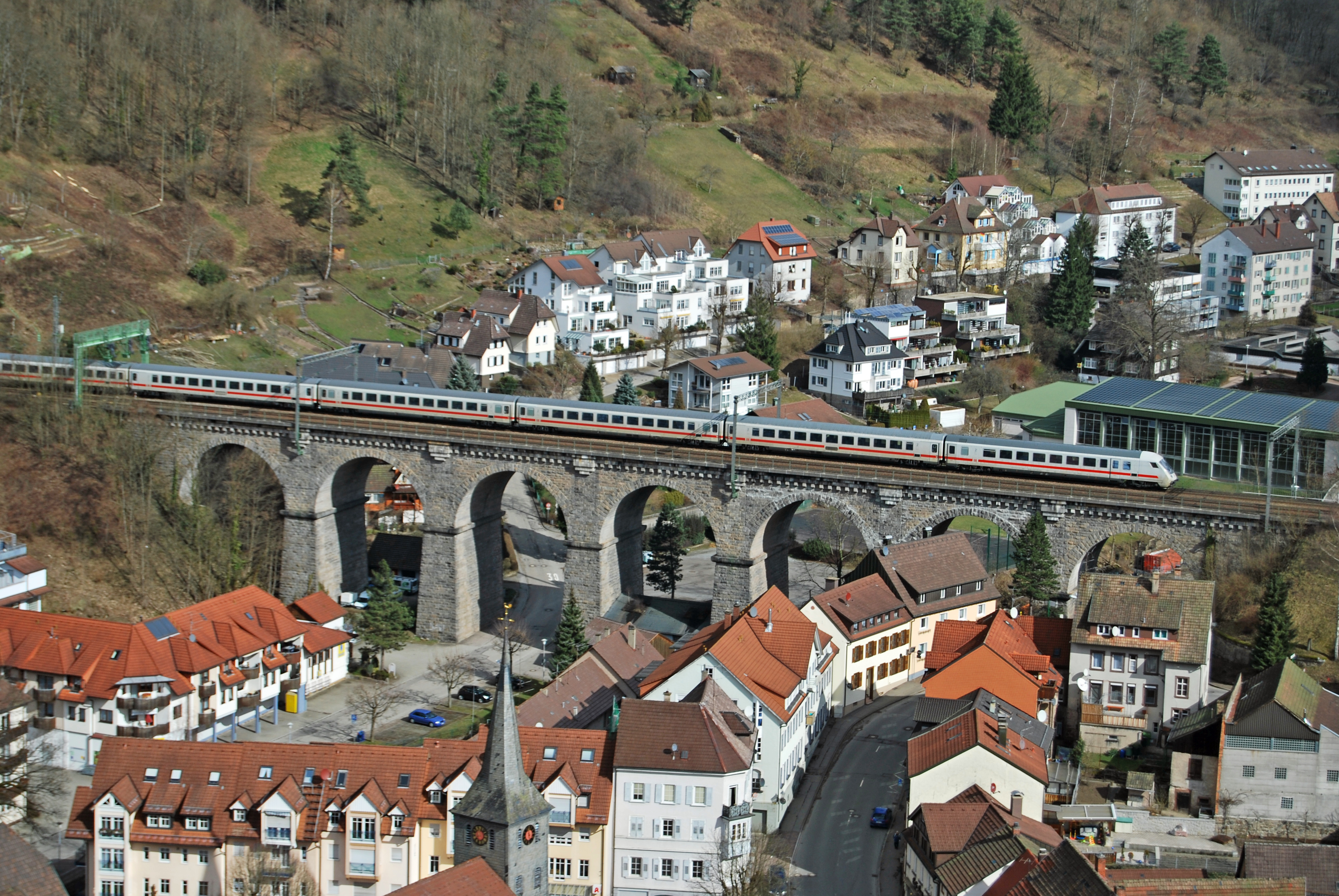
Reichenbach-Viadukt in Hornberg

Mit der Gründung der Deutschen Reichsbahn 1920 kamen ab 1922 auch preußische P 8-Dampflokomotiven auf der Strecke zum Einsatz.
Am 4. Februar 1923 besetzten französische Truppen Appenweier und Offenburg. Personenzüge endeten während dieser Zeit in der südlich von Offenburg gelegenen Gemeinde Ortenberg. Außerdem gab es noch ein Eilzugpaar, das zwischen Hausach und Konstanz verkehrte. Der bisherige Durchgangsverkehr der Schwarzwaldbahn musste sehr aufwendig umgeleitet werden. Nachdem Appenweier und Offenburg am 11. Dezember 1923 freigegeben worden waren, konnten wieder sämtliche Züge der Schwarzwaldbahn bis nach Offenburg und gegebenenfalls weiter nach Norden verkehren.
Um die Leistungsfähigkeit der Schwarzwaldbahn noch weiter erhöhen zu können, wurde ab 1924 der Reichenbach-Viadukt in Hornberg durch ein neues, leistungsfähigeres Brückenbauwerk ersetzt, da der bisherige Viadukt den Anforderungen nicht mehr gewachsen war. Der Nachfolger konnte Ende Oktober 1925 nach einer Bauzeit von insgesamt 17 Monaten in Betrieb genommen werden. 1925/6 wurde der nur 31 Meter lange Kaiser-Tunnel aufgeschlitzt und abgetragen. Bei den Arbeiten ergab sich am 23. März 1926 bei starkem Regen an dieser Stelle ein Hangrutsch, so dass die Reichsbahn von weiteren, schon beabsichtigten Tunnelaufschlitzungen absah.
Die Hegaubahn, eine bis zum Zweiten Weltkrieg geplante Abkürzung zwischen Engen und Schaffhausen, wurde nicht realisiert.
Ein Güterzug mit KZ-Häftlingen von Haslach sollte nach Schömberg bei Balingen gefahren werden. Der militärische Kommandant Erwin Dold verweigerte den Befehl mit Verweis auf den Gesundheitszustand der Häftlinge. Nach 20 Minuten absoluter Stille im Bahnhof teilte der Bahnhofsvorstand, nach Rücksprache mit der Reichsbahndirektion mit, dass ein Personenzug bereitgestellt werde.
In der Endphase des Zweiten Weltkriegs wurde der Verkehr am 22. April 1945 eingestellt, als ein Pfeiler des Reichenbach-Viadukts in Mitleidenschaft gezogen worden war. Nur wenige Wochen später, nach Kriegsende, konnte er instand gesetzt werden, so dass der Betrieb auf der Schwarzwaldbahn bereits am 30. Juni 1945 wieder aufgenommen wurde.

### 1949 bis 1993: Betrieb unter der Deutschen Bundesbahn

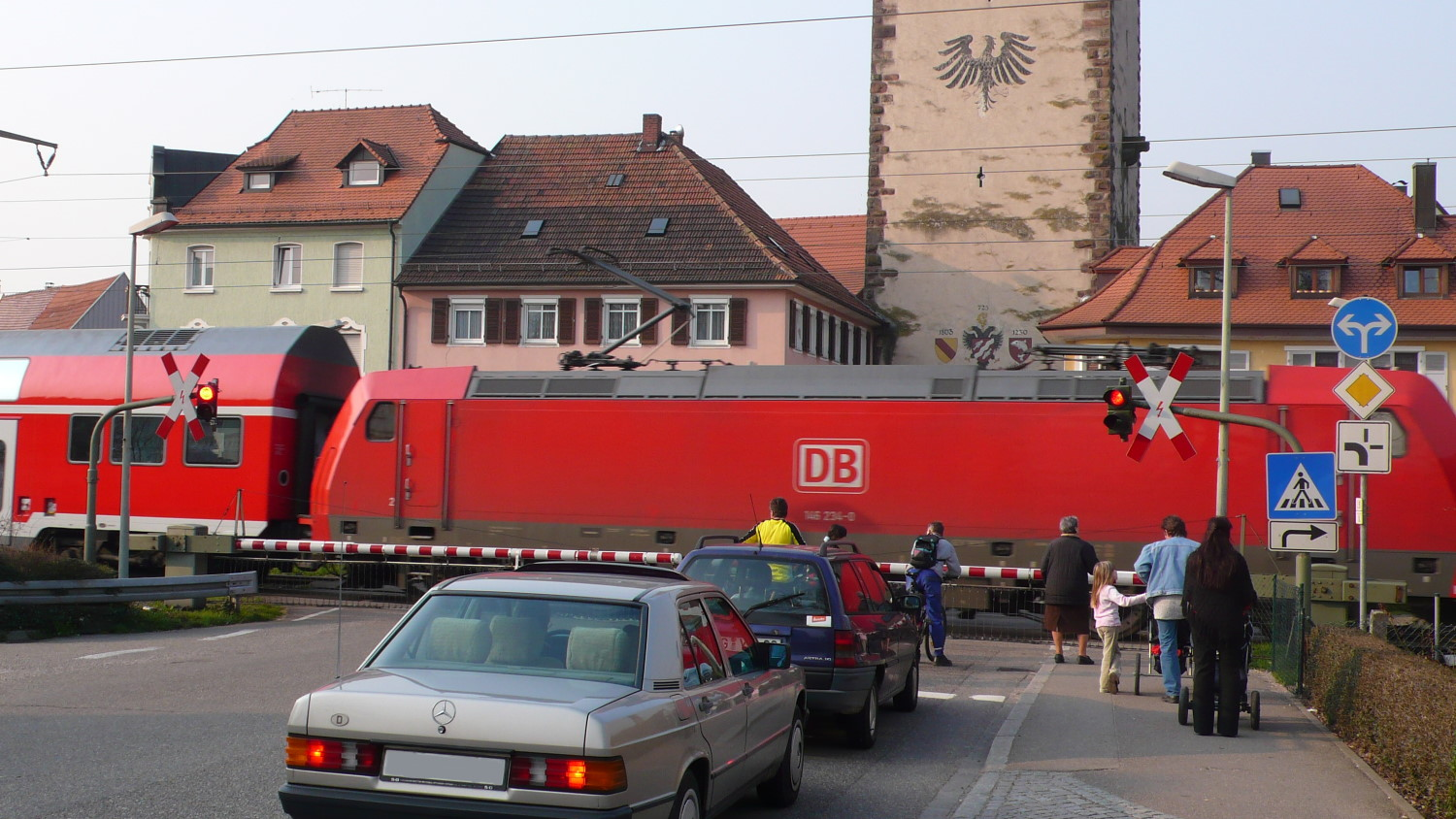
Bahnübergang in Gengenbach

Ab dem Sommerfahrplan 1955 verkehrten erstmals Uerdinger Schienenbusse auf der Schwarzwaldbahn und ein Jahr später kam zum ersten Mal eine Diesellokomotive zum Einsatz. 1962 lösten Diesellokomotiven der Baureihe V 200 die bisher noch eingesetzten Dampflokomotiven – insbesondere die Baureihe 39 – ab, ohne dass das zu einer wesentlichen Leistungssteigerung führte. Deshalb wurde die Strecke in den 1970er Jahren elektrifiziert. Dies war insbesondere in den zahlreichen Tunneln sehr aufwändig, da das Gleis jeweils 60 bis 80 cm tiefer gelegt werden musste. Die vielen relativ steilen Abschnitte führten dazu, dass auf der Schwarzwaldbahn vornehmlich Lokomotiven der Baureihe 139 mit zusätzlicher elektrischer Widerstandsbremse zum Einsatz kamen. Ebenfalls in den 1970er Jahren wurden mehrere Stationen aufgelassen, z. B. die Bahnstation Sommerau an der (mit 832 m) höchstgelegenen Stelle der Strecke.

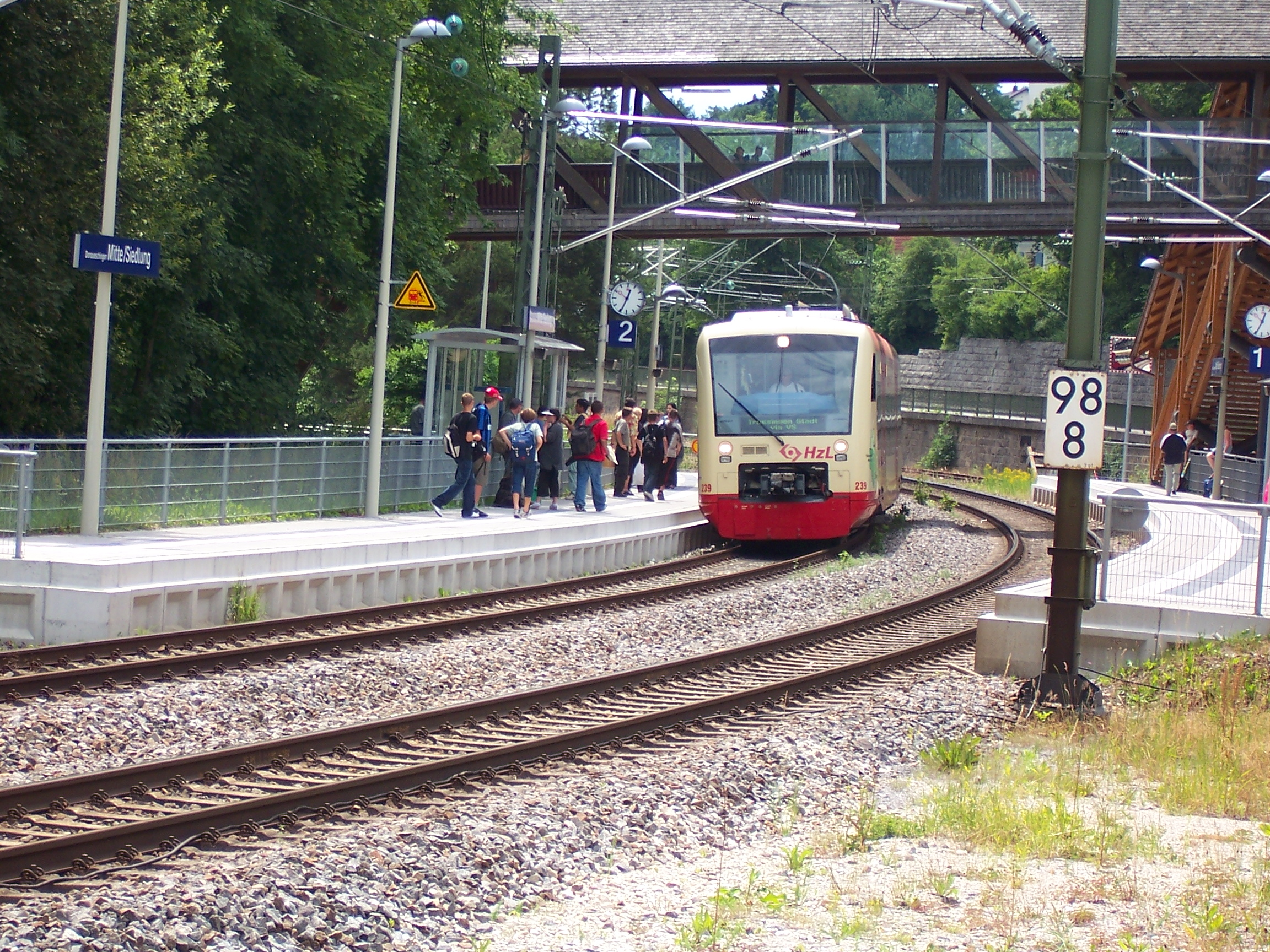
Haltepunkt „Donaueschingen Mitte/Siedlung“ des Ringzugs

Ab 1989 verkehrte die Interregio-Linie (IR) von Konstanz über Offenburg, Karlsruhe, Heidelberg und Frankfurt am Main nach Kassel Hbf. Die Interregio-Züge auf der Schwarzwaldbahn fuhren im stündlichen Wechsel mit Regional-Express-Zügen der Relation Konstanz–Offenburg, so dass sich ein Stundentakt ergab. Sogenannte „Linientauscher“ und „Linienverlängerer“ boten ab Mitte der 1990er Jahre Interregio-Direktverbindungen nach Berlin, Hamburg, Lübeck und Stralsund.

### 1994 bis heute: Betrieb unter der Deutschen Bahn AG

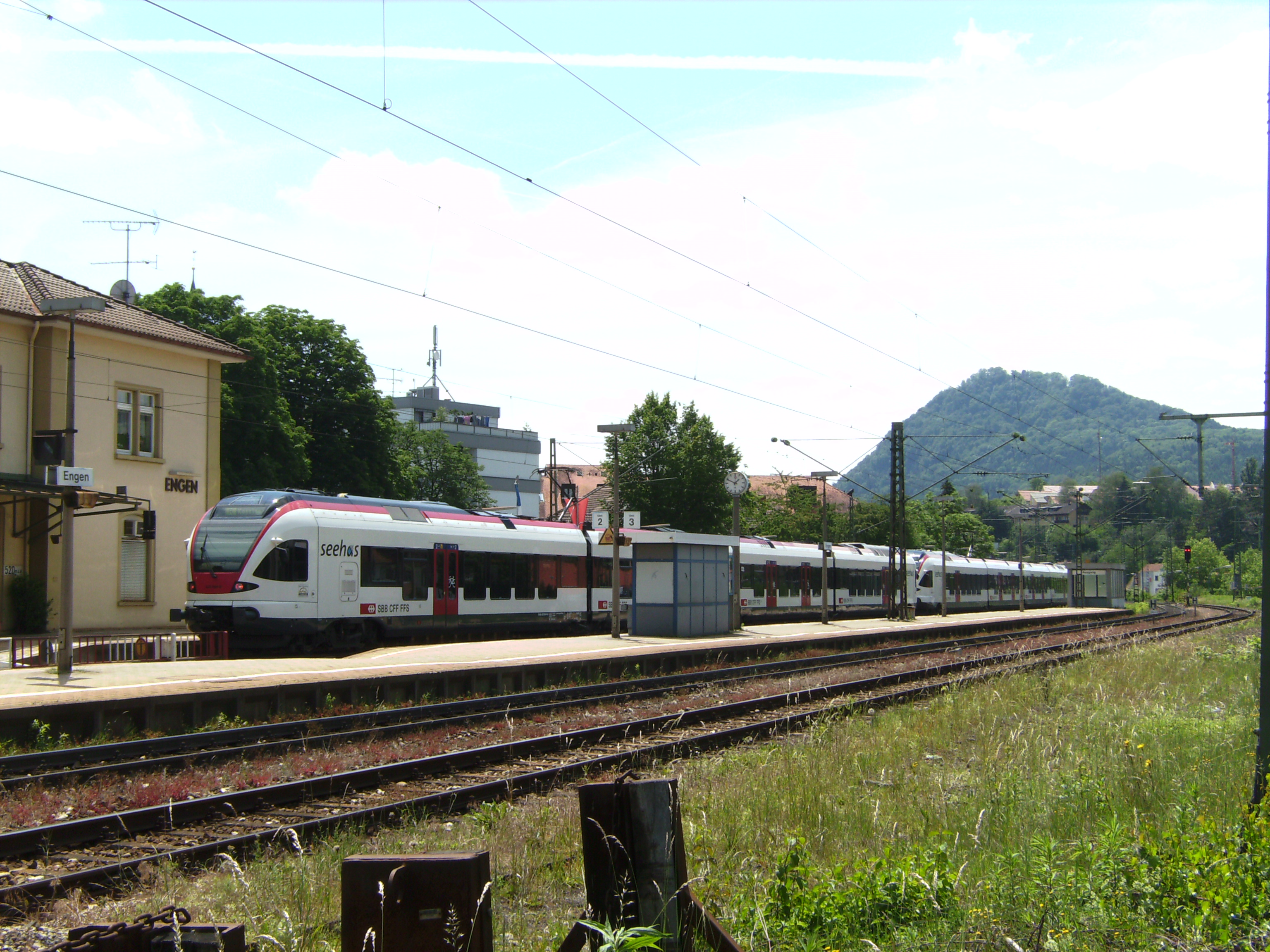
Seehas im Bahnhof Engen, 2007

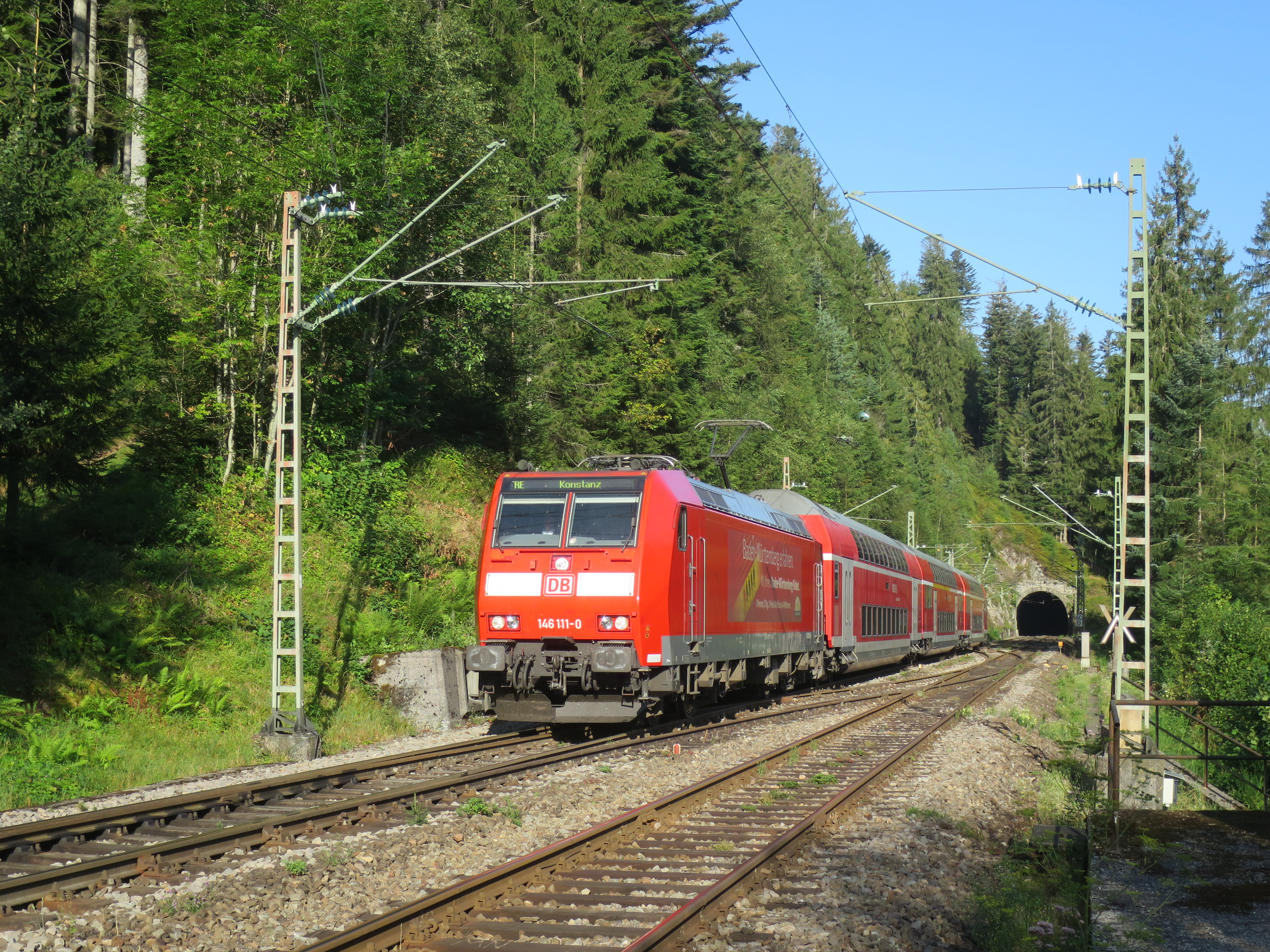
Regionalexpress bei der Überleitstelle Triberg Seelenwald

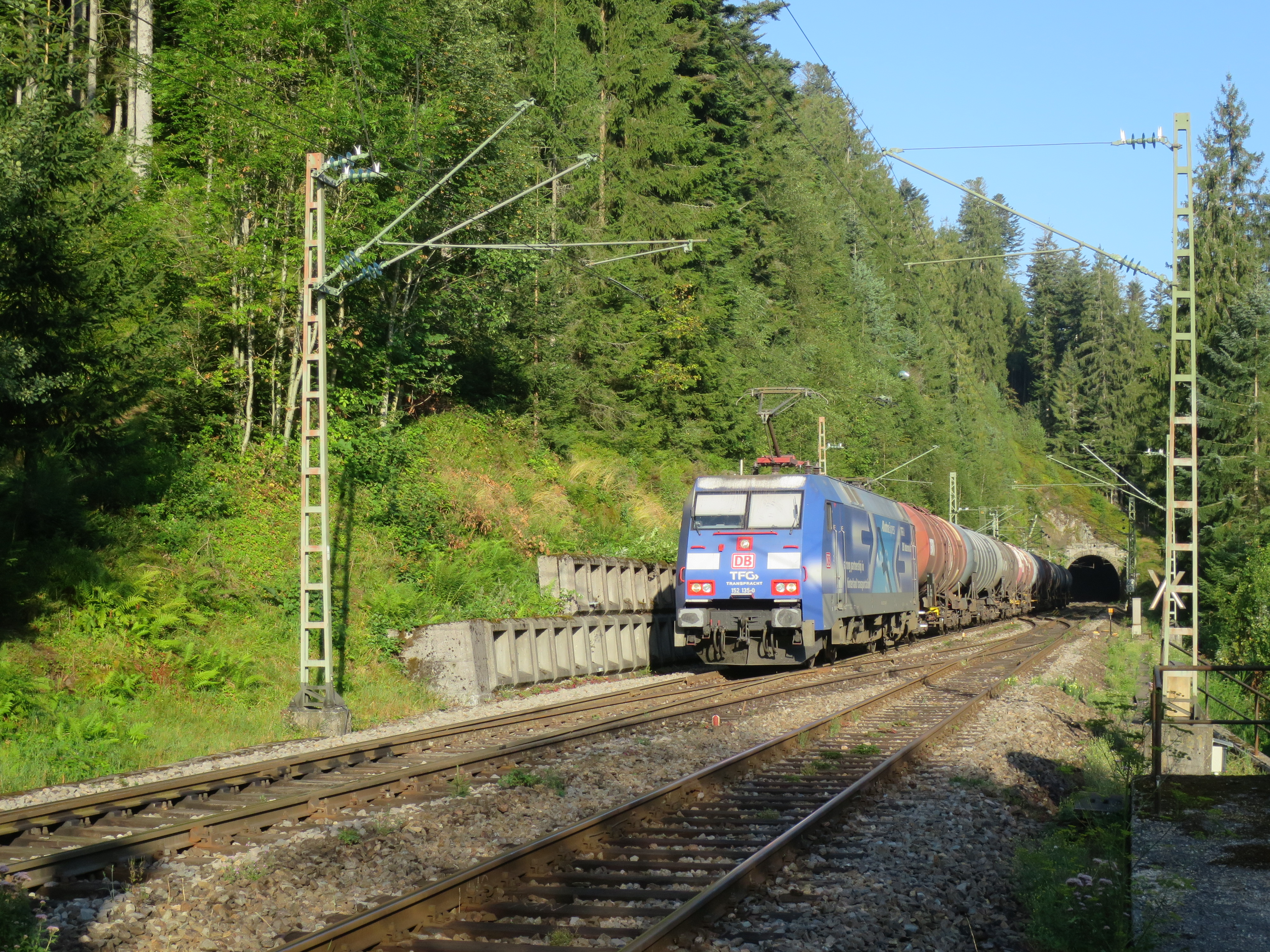
Kesselwagenzug Offenburg–Villingen

Die Bahnreform ermöglichte privaten Eisenbahngesellschaften den Zugang zum Netz der Deutschen Bahn AG und damit auch zur Schwarzwaldbahn. So fuhren seit dem 24. Mai 1998 zwischen Offenburg und Hausach Züge der Ortenau-S-Bahn GmbH (OSB), einer Tochter der SWEG. 2014 wurde die Ortenau-S-Bahn GmbH aufgelöst und die SWEG übernahm deren Verkehr, die Fahrten werden aber weiter unter dem Namen „Ortenau-S-Bahn“ durchgeführt. Heute verkehren diese Züge stündlich von Offenburg via Hausach bis Freudenstadt bzw. seit dem Fahrplanwechsel 2014/2015 über den Haltepunkt Gutach-Freilichtmuseum beim Vogtsbauernhof bis Hornberg. Daneben verbindet seit 1994 die Nahverkehrslinie Seehas, heute S 6, Engen mit Konstanz.
2001 wurde für die Ortenau-S-Bahn an der Offenburger Kreisberufsschule ein neuer Haltepunkt errichtet. Zum Fahrplanwechsel 2001 wurden die Interregios bis auf zwei Zugpaare eingestellt und zunächst durch Züge der neu geschaffenen Zuggattung Interregio-Express (IRE) der Linie Karlsruhe–Konstanz ersetzt und später in RE umgewandelt. Die RE fuhren ebenfalls von und nach Karlsruhe. Ende 2002 wurden die beiden verbliebenen IR-Zugpaare in InterCitys (IC) umgewandelt.
Seit 2003 sind die Abschnitte zwischen Donaueschingen und Villingen sowie seit 2004 zwischen dem Wutachtalbahn-Abzweig bei Hintschingen und Immendingen Bahnhof Teil des Ringzug-Systems der Landkreise Tuttlingen, Rottweil und Schwarzwald-Baar. Hierzu wurden mehrere Haltepunkte reaktiviert und neue eingerichtet.
2003 wurden die Schienennahverkehrsleistungen im Regionalverkehr zwischen Karlsruhe und Konstanz durch das Land Baden-Württemberg europaweit ausgeschrieben. Die Ausschreibung gewann 2004 die DB Schwarzwaldbahn GmbH, eine Tochtergesellschaft der Deutschen Bahn AG, die noch vor Betriebsaufnahme, rückwirkend zum 1. Januar 2006, mit der DB Regio AG verschmolzen wurde. Der Verkehrsvertrag läuft bis 2026. Das Verkehrsministerium Baden-Württemberg gab am 9. Januar 2024 bekannt, den Vertrag bis 2032 mit einer Kündigungsoption ab 2029 zu verlängern und die Verkehre dann neu auszuschreiben. Dabei soll der Stundentakt zwar beibehalten werden, die Züge der Linie RE2 sollen jedoch nur noch zwischen Offenburg und Konstanz verkehren. Die Durchbindung bis Karlsruhe entfällt zugunsten einer Regionalexpress-Direktverbindung Freiburg-Offenburg-Karlsruhe-Stuttgart-Ulm (RE5), welche in der aktuellen Fahrlage der Schwarzwaldbahn verkehren soll.
Seit dem 10. Dezember 2006 verkehren auf der Schwarzwaldbahn Züge aus Lokomotiven der Baureihe 146.2 sowie Doppelstockwagen der vierten Generation mit 55-cm-Mitteleinstiegen und der Aufschrift „Schwarzwaldbahn“, die mit Klimaanlage und Luftfederung ausgestattet sind. Die Fahrgastzahlen stiegen innerhalb eines Jahres um 30 %. Mit Beginn des neuen Verkehrsvertrages Anfang der 30er-Jahre sollen einstöckige Neufahrzeuge im baden-württembergischen Landesdesign eingesetzt werden.
Der Haltepunkt Ortenberg (Baden) soll ggf. reaktiviert werden.
Vom 30. Juni 2022 bis Anfang September 2022 musste die Strecke zwischen Hausach und St. Georgen wegen abnormal hohem Verschleiß an den Rädern gesperrt werden, der durchgehende Verkehr war von Offenburg nach Konstanz unterbrochen. Grund hierfür sei laut einem Mitarbeiter der Deutschen Bahn eine ungünstige Berührgeometrie zwischen Rad und Schiene sowie eine nicht ausreichende Schmierung für die anspruchsvolle Trassierung der Schwarzwaldbahn mit zahlreichen 300 m-Gleisbögen hintereinander. Die anfängliche Vermutung, dass die Schienen für die auf der Strecke eingesetzten Fahrzeuge zu eng verlegt seien, hat sich im Nachhinein nicht bestätigt.
Die Stellwerke Donaueschingen, Hornberg, St. Georgen und Triberg sind in schlechtem Zustand und mit einem Umbauverbot belegt. Sie sollen, zusammen mit dem Stellwerk in Villingen, durch ein DSTW ersetzt werden.

## Strecke

### Geografischer Verlauf

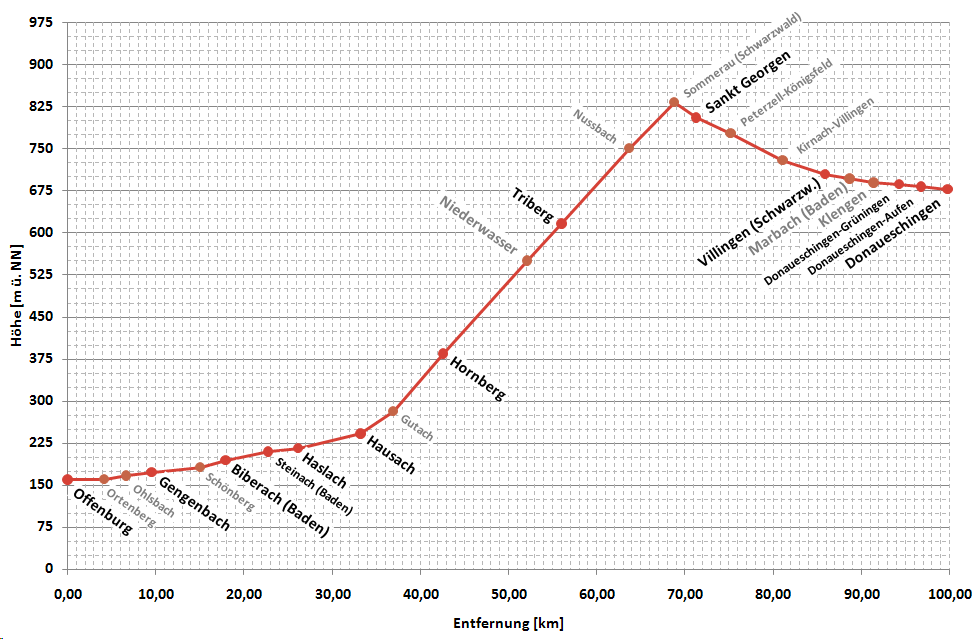
Vereinfachtes Höhenprofil des Abschnittes Offenburg–Donaueschingen

Von Offenburg bis Hausach folgt die Schwarzwaldbahn der Kinzig, bei Gengenbach teilweise sogar direkt an deren Ufer. Der Streckenabschnitt Offenburg–Gengenbach führt an ausgedehnten Weinbergen vorbei, bis diese sich im immer enger werdenden Kinzigtal allmählich reduzieren. Anschließend verläuft die Strecke bis Hornberg im Gutachtal. Danach werden bis Sankt Georgen mehrere Kehrschleifen mit ihren zahlreichen Tunneln passiert und dadurch mehrere Hundert Höhenmeter überwunden. Bei Triberg befindet sich auch ein sogenannter „Dreibahnenblick“, von dem dieser Streckenabschnitt gut zu sehen ist.
Hinter Sankt Georgen folgt die Strecke dem Donau-Quellfluss Brigach. Hinter Villingen wird der namensgebende Schwarzwald allmählich verlassen und die Baar-Ebene durchquert. Im Bahnhof Donaueschingen trifft die Schwarzwaldbahn auf die Höllentalbahn, welche die zweitwichtigste Eisenbahnstrecke der Region ist. Bis Immendingen hält sich die Schwarzwaldbahn parallel zur Donau, die in Donaueschingen aus dem Zusammenfluss von Brigach und Breg entsteht.
Von Offenburg bis Hornberg verläuft die Strecke im Ortenaukreis, von Triberg bis Donaueschingen im Schwarzwald-Baar-Kreis. Auf dem Gebiet der Gemeinden Geisingen und Immendingen wird der Landkreis Tuttlingen durchquert, der restliche Teil liegt im Landkreis Konstanz.

### Technische Besonderheiten

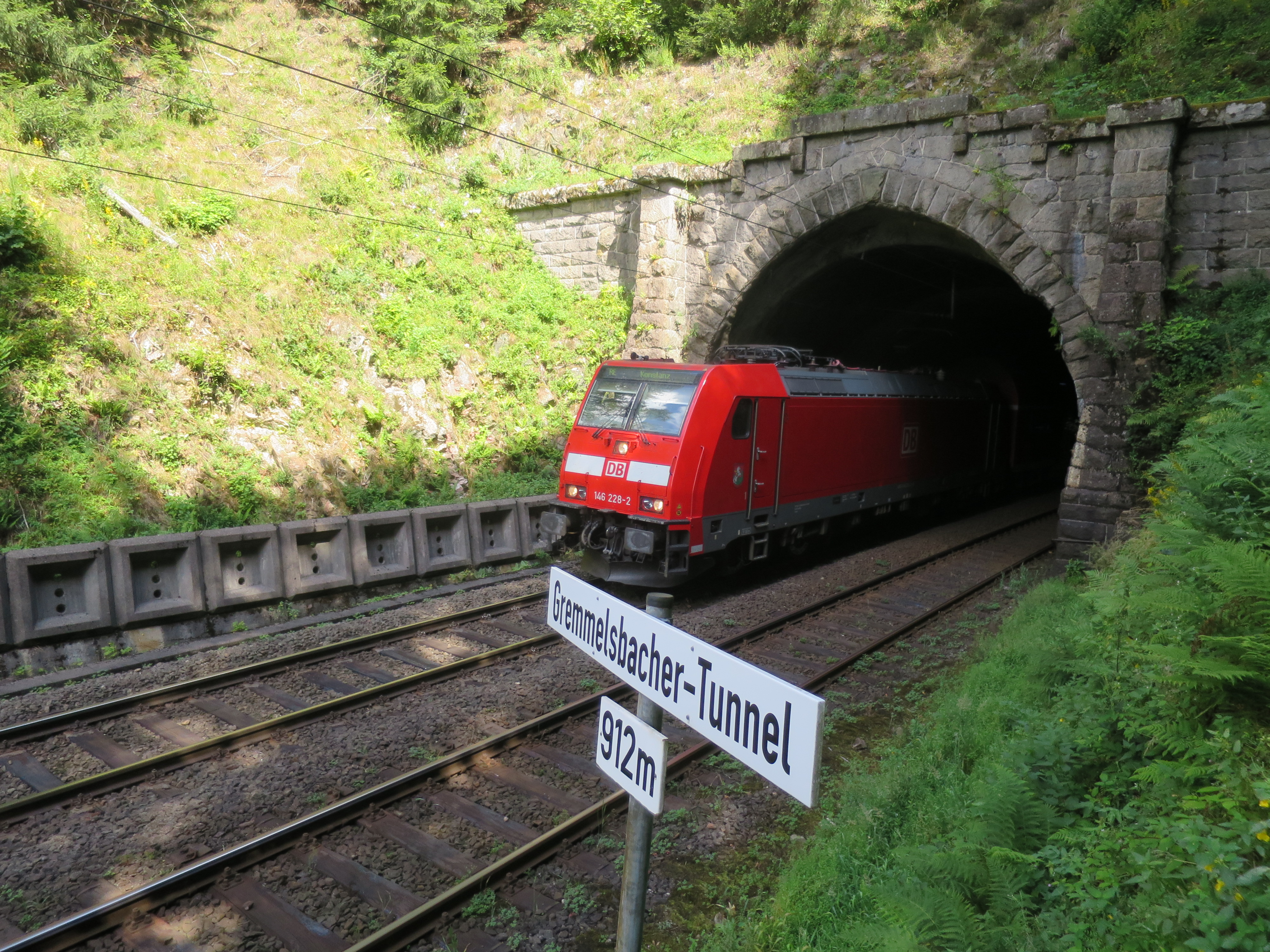
Gremmelsbach-Tunnel mit Regionalexpress

Die Schwarzwaldbahn gilt als erste Gebirgsbahn, welche durch Kehren künstlich verlängert wurde, um die Steigung zu begrenzen. Die maximale Steigung liegt zwischen 20 und 25 Promille. Andernfalls wäre (wie anfangs bei den ebenfalls im Schwarzwald gelegenen Strecken im Murg- und dem Höllental) abschnittweise Zahnradbetrieb unvermeidlich gewesen.
Die Bahn überwindet zwischen den Städten Hausach und St. Georgen einen Höhenunterschied von mehr als 564 Metern. Die beiden Orte liegen in der Luftlinie nur 21 Kilometer auseinander, die Entfernung auf der Schiene beträgt dagegen 38 Kilometer.
Im Gegensatz zu den vielen Tunneln (37 allein zwischen Hausach und St. Georgen) existiert an der Schwarzwaldbahn nur ein großer Viadukt in Hornberg. Die Strecke unterquert auf ihrem Weg von Norden nach Süden zweimal die europäische Hauptwasserscheide: im 1697 Meter langen Sommerau-Tunnel (zwischen Triberg und St. Georgen) und im 900 Meter langen Hattinger Tunnel (zwischen Immendingen und Engen). Der Glasträger-Tunnel III bei Hornberg misst 18 Meter und ist damit seit 2010, als der Felstortunnel gesprengt wurde, das kürzeste Tunnelbauwerk im Netz der DB.
Bezüglich der Sicherungstechnik findet sich an der Schwarzwaldbahn jede Bauform von Stellwerken, angefangen vom mechanischen in Villingen über ein relaisgesteuertes in Triberg bis hin zum elektronischen in Immendingen.

### Denkmalschutz

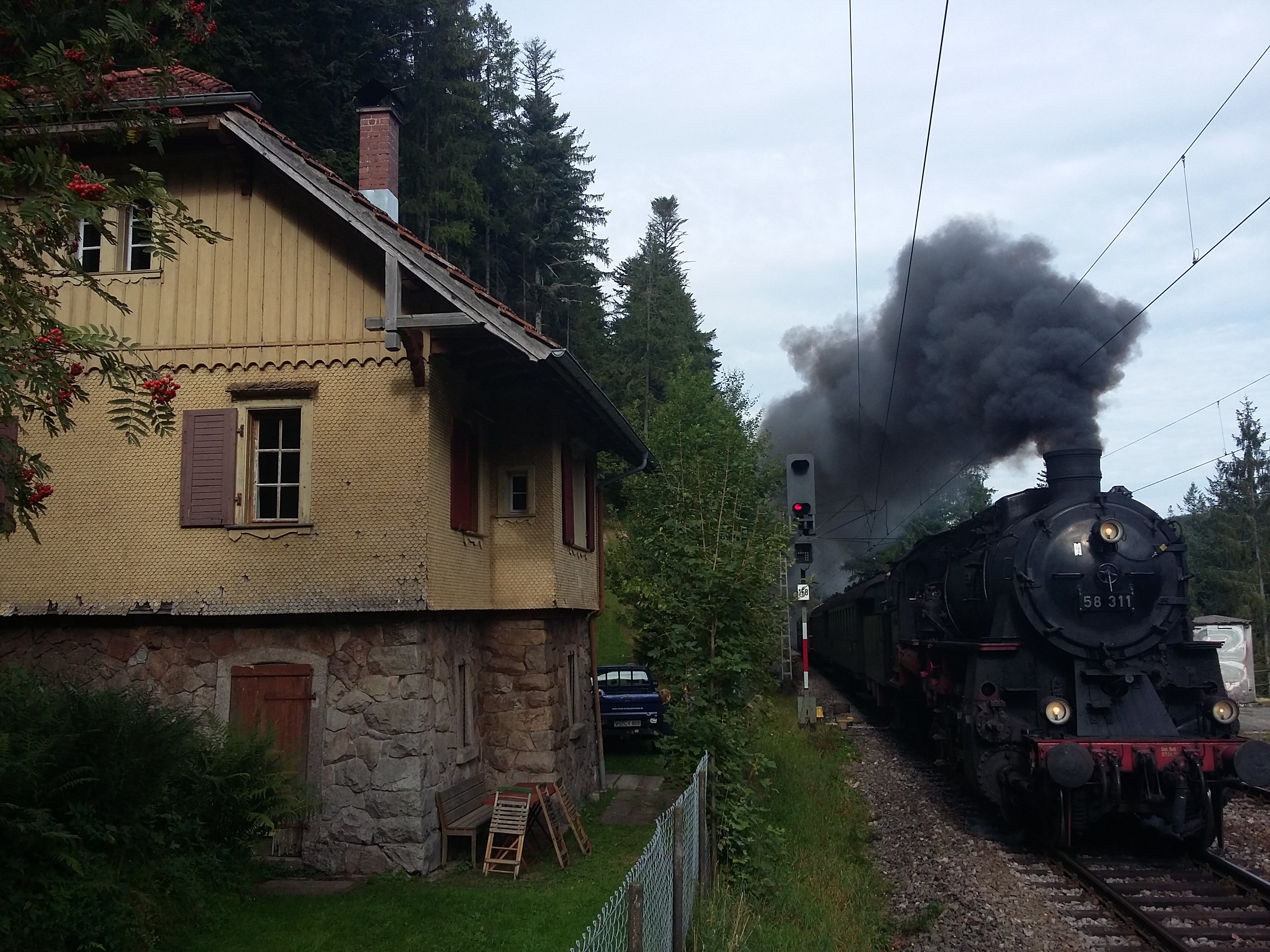
Denkmalgeschütztes Bahnwärterhaus Seelenwald, Vorbeifahrt der Lokomotive 58 311 mit Sonderzug

Die Badische Schwarzwaldbahn ist in ihrer gesamten Länge als Sachgesamtheit ein Kulturdenkmal aufgrund von § 2 Abs. 1 des Gesetzes zum Schutz der Kulturdenkmale des Landes Baden-Württemberg (DSchG Baden-Württemberg). Die Denkmaleigenschaft der Bahnstrecke ergibt sich insbesondere aus deren geschichtlicher Bedeutung für zahlreiche Bereiche: Ingenieurbau, Technik, Verkehr, Sozialentwicklung, Wirtschaft und Tourismus. Zum Kulturdenkmal gehört sein Zubehör, soweit es mit der Hauptsache als Denkmal eine Einheit bildet. Für die Rampe von Gutach (km 37,0) bis einschließlich des Sommerau-Tunnels (km 68,5) prüft das Landesamt für Denkmalpflege Baden-Württemberg den Eintrag nach § 12 DSchG Baden-Württemberg in das Denkmalbuch als „Kulturdenkmal von besonderer Bedeutung“. Dadurch erhält dieser Streckenabschnitt zusätzlichen Schutz, insbesondere seiner Umgebung, soweit diese für das Erscheinungsbild des Kulturdenkmals von erheblicher Bedeutung ist.

### Schwarzwaldbahn-Erlebnispfad
Im Bereich der Gemeinde Triberg wurde der Schwarzwaldbahn-Erlebnispfad angelegt. Ausgangspunkt ist der Bahnhof Triberg, wo im Empfangsgebäude auch eine Ausstellung zur Geschichte der Strecke gezeigt wird. Entlang des Weges sind 16 Info-Stationen angelegt, die über Aspekte des Baus und des Verkehrs auf der Schwarzwaldbahn informieren. Mehrere Aussichtspunkte auf die Strecke gehören auch dazu. Der Erlebnispfad hat zwei Etappen von jeweils etwa 6 Kilometern Länge.

### Witterungsbedingte Störungen
Aufgrund der Streckenführung durch Waldgebiete in den Höhenlagen des Schwarzwaldes kann es nach Stürmen zur Betriebseinstellung kommen. Der Orkan Sabine führte am 10. Februar 2020 zu umfangreichen Schäden auf der Strecke durch umgestürzte Bäume, wodurch vorübergehend der Zugbetrieb zwischen Hornberg und Villingen eingestellt werden musste.

## Modellbahnanlagen
Teile der Schwarzwaldbahn wurden in Hausach in einer Modellbahnanlage im Maßstab H0 nachgebaut. Mit 1300 Metern Gleislänge und 1,80 Metern Höhenunterschied auf 400 Quadratmetern war sie die größte Modellanlage nach realem Vorbild in Europa. Am 6. Januar 2019 war der letzte Öffnungstag, bis 31. März 2019 wurde sie abgebaut. Auf dem Gelände entsteht nun ein Einkaufsmarkt. In Gutach (Schwarzwald) wurde die Modellbahnanlage vom 1. August 2021 vorübergehend wiedereröffnet.
Eine weitere Nachbildung der Schwarzwaldbahn befindet sich seit den frühen 1950er Jahren im Triberger Schwarzwaldmuseum. Dieses zeigt in Nenngröße N den Streckenabschnitt von Niederwasser bis Sommerau in den 1950er Jahren.
Am Bahnhof Köln-Mülheim haben die Modelleisenbahnfreunde Köln einige Motive der Schwarzwaldbahn in der Nenngröße H0 nachgebaut.

## Film
- Harald Kirchner: 125 Jahre Schwarzwaldbahn (= Eisenbahn-Romantik. Nr. 305). Südwestrundfunk, 1998 (30 min., online in der ARD-Mediathek, abrufbar bis 25. Mai 2028.).